# بولنت اولوسو
بولنت اولوسو (بالتركية|Bülent Ulusu) (مواليد 7 مايو 1923 في أسكدار، تركيا - 23 ديسمبر 2015)، هو أدميرال تركي، ورئيس وزراء تركي سابق وذلك منذ انقلاب 1980 حتى انتخابات 1983.

## سيرة شخصية
تخرج أولوسو من الأكاديمية البحرية التركية في 15 أكتوبر 1940 برتبة ملازم أول حتى حصل على رتبة أدميرال في عام 1974 وهي اعلى رتبة ممكنة ، عين في عام 1977 قائداً للبحرية ، وتقاعد من الجيش في عام 1980 .
بعد انقلاب عام 1980 ، عينت السلطات العسكرية أولوسو رئيسًا لوزراء تركيا. ظلت حكومته في مناصبها حتى انتخابات 1983.
دعا إلى توثيق العلاقة بين تركيا وحلف شمال الأطلسي بالإضافة إلى الدول الأعضاء في مجلس أوروبا عندما كان رئيسًا للوزراء .
توفي أولوسو في 23 ديسمبر 2015 عن عمر يناهز 92 عامًا. 

## روابط خارجية
- بولنت اولوسو على موقع مونزينجر (الألمانية)